# Тринеев, Богдан Александрович
Богдан Александрович Тринеев (род. 4 марта 2002, Воронеж) — российский хоккеист, нападающий.

## Биография
Начинал заниматься хоккеем в воронежском «Буране». В 2013—2016 годах — в ХК «Дмитров». В 2016 году перешёл в СДЮШОР «Динамо» Москва. С сезона 2018/19 — в команде МХЛ МХК «Динамо» Москва. 26 октября 2020 года в домашнем матче с «Витязем» дебютировал в КХЛ. 2 мая 2022 года подписал трехлетний контракт новичка с клубом НХЛ «Вашингтон Кэпиталз», который выбрал Тринеева на драфте 2020 года в 4-м раунде под общим 117-м номером. Провёл два матча в плей-офф АХЛ за фарм-клуб «Херши Бэрс». Сезон 2022/23 провёл за «Динамо» на правах аренды, после чего вернулся в «Херши». В сезоне 2023/2024 вернулся из аренды в Херши и провёл полноценный сезон в составе команды, в результате став победителем регулярного чемпионата и обладателем Кубка Колдера (АХЛ).
Обладатель золотой медали Кубка Глинки-Гретцки (2019)
Обладатель Кубка Харламова в составе МХК «Динамо» Москва(2021)
Обладатель Кубка Колдера в составе «Херши Бэрс» (2024)